# Fuglhaus
Fuglhaus (též Fuglhauz nebo Flukhauz) je zaniklý hrad asi 1,5 km od obce Klec nad rybníkem Klec v nadmořské výšce 425 metrů. Od roku 1963 je chráněn jako kulturní památka.

## Historie
První písemná zmínka o obci Klec pochází z roku 1383, kdy byla v držení pánů ze Stráže. Hrad nechal pravděpodobně postavit její další majitel, Oldřich z Ústí, někdy po roce 1395. Roku 1410 od něj hrad koupil Jan z Ústí, jehož potomci na hradě poskytovali úkryt lapkům, kteří škodili na rožmberských panstvích. Jejich aktivity ukončil až Oldřich II. z Rožmberka, když hrad roku 1435 dobyl a vypálil. Poškozený hrad nechal opravit Jan z Ústí, který ho opětovně získal. Brzy poté je hrad uváděn v majetku pánů ze Stráže, kteří ho po roce 1465 připojili ke strážskému panství, ale ještě roku 1596 je popisován jako v dobrém stavu. Až potom byl hrad definitivně opuštěn a část skály, na které stál, byly v 19. století odtěžena k výstavbě blízké Bašty.

## Stavební podoba
Do současnosti se z hradu dochovaly pouze terénní nerovnosti v podobě valů, příkopů a malého fragmentu zdi. V obraně hradu byl důležitý přiléhající rybník, který poskytoval také vodu pro vodní příkop za vnějším valem. Další přibližně půlkruhový val chránil hradní jádro. Mezi oběma valy se pravděpodobně nacházelo předhradí. Jádro snad obíhal parkán, ale pro přesnější představu o jeho podobě chybí informace. Během archeologických výzkumů zde byla nalezena řada keramických střepů.